# Ruinaulta (Zeitschrift)
Die Ruinaulta ist eine Regionalzeitschrift im Kanton Graubünden, die als Nachfolgerin der Arena Alva und des Rhiiblatts seit Anfang Januar 2014 wöchentlich erscheint. Benannt ist sie nach dem rätoromanischen Wort für die Rheinschlucht, die geografisch ungefähr die Mitte des Einzugsgebiets der Leserschaft ausmacht.

## Auflage und Verbreitungsgebiet
Die Ruinaulta, die zu Somedia gehört, hat eine WEMF-beglaubigte Auflage von 7'166 (Vj. 7'292) verkauften bzw. 7'366 (Vj. 7'525) verbreiteten Exemplaren. Das Verbreitungsgebiet erstreckt sich thematisch auf die Gemeinden der Gruob in der unteren Surselva, auf Flims, Trin und das obere Churer Rheintal bis Felsberg.

## Redaktion
Das Redaktionsteam setzt sich aus Marc Holdener und Judith Sacchi zusammen, die zuvor für das Rhiiblatt tätig gewesen waren.